# 朱拜尔级巡防舰
“朱拜尔”级巡防舰是沙特皇家海军未来的主力护卫舰之一，属于Avante 2000的一类。

## 本级舰
| 舰名                 | 舷号 | 开工           | 下水           | 服役          | 状态     |
| 朱拜尔 （Al-Jubail） | 828  | 2019年1月15日  | 2020年7月22日  | 2022年3月31日 | 现役     |
| 笛亚 （Al-Diriyah）  | 830  | 2019年12月18日 | 2020年11月14日 | 2022年7月26日 | 现役     |
| 海伊 （Hail）        | 832  | 2020年8月6日   | 2021年3月28日  | 2022年12月4日 | 现役     |
| 贾赞 （Jazan）       | 834  | 2020年11月8日  | 2021年7月24日  | 2023年12月4日 | 现役     |
| 玉藻 （Unayzah）     | 836  | 2021年4月15日  | 2021年12月4日  | 预计2024年    | 下水舾装 |